# Guangzhou Daily
Guangzhou Daily is de officiële krant van Guangzhou en maakt deel uit van Guangzhou Daily Newspaper Group. Het bevat ook regionale nieuws van het gebied rond de Parelrivier.

## Geschiedenis
De krant is voor het eerst gedrukt op 1 december 1952. Het logo van de krant is geschreven door middel van Chinese kalligrafie van voorzitter Mao Zedong.